# Un nuovo imbroglio
Un nuovo imbroglio (Another Fine Mess, nell'originale inglese), conosciuto anche nelle altre versioni Un altro bel pasticcio (doppiato dalla coppia Croccolo/Fiorentini) e Un nuovo bell'imbroglio (doppiato dalla coppia Ariani/Garinei), è un cortometraggio del 1930 con Stanlio e Ollio. È il re-make parlato del corto muto Zuppa d'anatra sempre interpretato dalla coppia nel 1927; nonché con soggetto tratto da una commedia teatrale di Arthur J. Jefferson, padre di Stan Laurel (Stanlio stesso).

## Trama
Inseguiti da un poliziotto per aver unito due panchine di un parco per farne un letto e dopo che Stanlio, senza volerlo e suo malgrado, gli ha risposto in maniera un po' derisoria, Stanlio e Ollio si rifugiano nella cantina di una villa. Il proprietario della casa, il Colonnello Becker, è in partenza per un safari in Africa ed affida al maggiordomo ed alla cameriera il compito di affittare la casa durante la sua assenza. Una volta partito, però, i due domestici decidono di approfittare della situazione e di prendersi otto giorni di vacanza, lasciando incustodita l'abitazione.
Partita la servitù, Stanlio e Ollio tentano di uscire dalla villa, ma il poliziotto è sempre alla loro ricerca. Mentre tentano di escogitare un piano su come uscire da quella situazione, suona il campanello. Dietro la porta vi sono Lord Venvel con la moglie, di ritorno dal viaggio di nozze, che dopo aver trovato al completo tutti gli alberghi della città, decidono di affittare la villa dopo aver letto l'inserzione sul giornale. Ollio decide quindi di far vestire Stanlio da maggiordomo per informarli che il colonnello non è in casa e che quindi devono andarsene, ma, quando Stanlio si accorge che uno dei due poliziotti è lì nei dintorni, è costretto a far entrare gli ospiti, con Ollio costretto a sua volta a rimediare al guaio travestendosi da Colonnello Becker per affittare la villa alla coppia.
Dopo una serie di gag e malintesi però inaspettatamente torna il vero Colonnello Becker per prendere arco e frecce che aveva dimenticato di portare con sé ma, quando in casa trova degli estranei, chiama subito la polizia; Stanlio e Ollio, dapprima nascostisi sotto una pelliccia e quindi camuffatisi da gnu, si danno alla fuga e, con i poliziotti alle costole, rubano un tandem, ma si dirigono accidentalmente contromano in una galleria ferroviaria, proprio mentre sta passando un treno.

## Produzione
Come location principale venne scelta una villa, l'ancora oggi esistente Peace Awareness Labyrinth & Gardens, situata al 3500 West Adams Boulevard a Los Angeles; le scene esterne vennero girate sempre lungo la West Adams Boulevard.
L'inseguimento finale venne girato: lungo la West 25th Street, la 5th Avenue e la Cesar Chavez Avenue; in quest'ultima vi è compresa la vecchia linea tranviaria Pacific Electric ed il tunnel oggi non più esistenti.

## Distribuzione italiana
Il film è conosciuto con tre titoli diversi: il primo è Un nuovo imbroglio per la versione doppiata da Mauro Zambuto ed Alberto Sordi, il secondo è Un altro bel pasticcio per la versione doppiata da Fiorenzo Fiorentini e Carlo Croccolo, mentre l'ultimo è Un nuovo bell'imbroglio per la terza versione trasmessa dalla Rai e doppiata da Enzo Garinei e Giorgio Ariani. 
Il secondo doppiaggio Fiorentini-Croccolo vede inserita anche la scena iniziale del sipario con le due hostess, che a voce annunciano i titoli di testa, non doppiate affatto nelle altre distribuzioni italiane. 
Nei doppiaggi Zambuto/Sordi e Garinei/Ariani è lo stesso Venvel (Lord Plumtree) a storpiare, ad un certo punto, il suo cognome in Wendel; inoltre nella versione doppiata da Enzo Garinei e Giorgio Ariani è contenuta un’incongruenza nel doppiaggio: all'inizio del film il maggiordomo e la cameriera partono dicendo di lasciare la casa vuota per otto giorni, ovvero fino a lunedì, cosa che fa supporre che sia domenica; mentre più avanti lord Venvel afferma che è martedì.
Altra curiosità sono i personaggi interpretati da James Finlayson e Charles K. Gerrard, i cui veri nomi sono rispettivamente colonnello Wilburforce Buckshot e Lord Leopold Ambrose Plumtree, versione risparmiata nel doppiaggio italiano Fiorentini/Croccolo; nel doppiaggio Zambuto/Sordi vengono sostituiti in Becket e Venvel, nel doppiaggio Garinei/Ariani vengono sostituiti in Becker e Venvel.
La versione colorata in Italia è stata distribuita con l'ultimo doppiaggio RAI,pertanto è mutila di alcune scene.

## Citazioni
- Le avventure di Stanlio e Ollio, montaggio del 1950 includente anche Sotto zero, Il circo è fallito e Andiamo a lavorare.
- Le disavventure di Stanlio & Ollio, montaggio del 1960 includente anche La bugia.
- Gli allegri passaguai, montaggio del 1967 includente anche Annuncio matrimoniale, Alchimia e La bugia.